# Duff House
Duff House est une maison géorgienne située à Banff, dans l'Aberdeenshire, en Écosse. Désormais sous la garde de Historic Environment Scotland, elle fait partie des National Galleries of Scotland et est un bâtiment classé de catégorie A.
La maison est construite en Pierre de taille sur trois étages selon un plan carré (9 baies x 8 baies) sur un sous-sol surélevé avec des tours d'angle avancées.
La maison et les portes Fife associées, le jardin clos, la loge Collie, le mausolée, la glacière, la maison Bridge Gates et la loge Eagles Gate sont classées comme groupe de bâtiments classés de catégorie A.

## Histoire

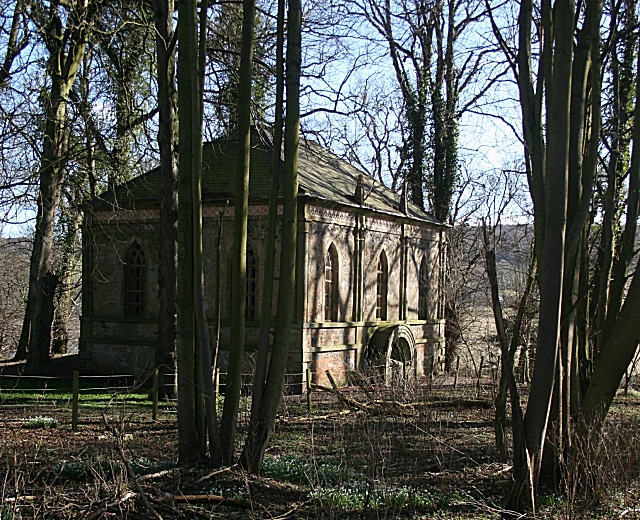
Mausolée de la maison Duff

Duff House est conçue par William Adam et construit entre 1735 et 1740 pour William Duff de Braco,. La conception et la construction donnent lieu à un différend juridique entre l'architecte et le propriétaire qui aboutit à une affaire judiciaire en 1743. La construction commence le 11 juin 1735. La conception de la maison prévoit à l'origine d'avoir des pavillons flanquants reliés par des quadrants à colonnades, mais ceux-ci n'ont jamais été achevés car le comte pense que la maison serait trop grande. Ceci, ainsi que d'autres désaccords sur la question du travail de maçon, aboutissent à l'affaire judiciaire entre l'architecte et le comte.
David Bryce est ensuite chargé de fournir un pavillon de trois étages et un bloc de couloir, mais celui-ci est endommagé par une bombe en 1940 et démoli par la suite. Les comtes de Fife quittent Duff House en 1903, offrant la propriété à Banff Burgh en 1906. Entre 1911 et 1913, la maison fonctionné comme un hôtel puis devient un sanatorium jusqu'en 1923 où elle redevient un hôtel. L'hôtel ferme en 1928 et Duff House entre dans une période d'utilisation limitée. Cependant, pendant la Seconde Guerre mondiale, la Maison devient un camp d'internement et plus tard un camp de prisonniers de guerre. En 1940, la maison est endommagée lors d'un bombardement qui fait huit morts et de graves dommages à certaines parties du bâtiment. En 1942, la maison est utilisée par les forces norvégiennes libres comme quartier général, ainsi que par les forces polonaises en exil.
En 1956, elle passe aux soins de l'État et une période de rénovation commence dans l'ensemble de la propriété. En 1995, la maison devient une partie des National Galleries of Scotland. La maison se trouve toujours dans une grande partie de son paysage d'origine, mais avec l'ajout d'un terrain de golf.